# FK Spartak Naltchik
Maillots
Actualités
Le Spartak Naltchik (en russe : «Спартак-Нальчик») est un club de football russe fondé en 1935 et basé à Naltchik.
Il évolue en quatrième division russe depuis la saison 2023-2024.

## Histoire

### Période soviétique (1959-1991)
Fondé en 1935 sous le nom Spartak, le club évolue durant ses premières années dans les championnats de la RSFS de Russie. Il accède en 1959 à la deuxième division soviétique où il évolue jusqu'en 1962 avant de descendre au troisième échelon. Après avoir remporté la phase finale pour la promotion en 1965, il fait son retour au second niveau jusqu'à sa relégation en 1969, adoptant l’appellation Avtomobilist au cours de cette dernière année.
L'équipe retrouve l'échelon supérieur dès 1972 après une nouvelle victoire lors des phases finales. Elle se maintient par la suite cinq saisons au sein la deuxième division unifiée entre 1972 et 1976, bien que se classant systématiquement dans le bas de classement jusqu'à une vingtième et dernière position en 1976, année qu'elle passe par ailleurs sous le nom Elbrous.
Adoptant par la suite son appellation actuelle Spartak en 1977, le club termine premier de son groupe cette année-là mais échoue à la promotion à l'issue du barrage contre le Žalgiris Vilnius. Il réédite sa performance en championnat l'année suivante mais termine cette fois victorieux aux dépens de l'Alga Frounzé, retrouvant ainsi le deuxième échelon en 1979. Il parvient cette année-là à se maintenir à la faveur d'une seizième place mais retombe finalement dès l'année suivante après avoir fini vingt-troisième et avant-dernier. Cette dernière relégation est le dernier changement de division connu par le club, qui stagne par la suite au sein de la troisième division tout au long des années 1980 et jusqu'à la fin des compétitions soviétique en 1991.

### Période russe (depuis 1992)
Intégré au sein de la nouvelle deuxième division russe en 1992, le Spartak ne s'y maintient cependant pas longtemps, finissant huitième puis seizième de la zone Ouest lors de ses deux premières saisons et étant relégué au troisième échelon dès 1993. Ses performances s'améliorent au sein de cette division avec une troisième position en 1994 suivi par une victoire dans le groupe Ouest l'année suivante qui lui permet de retrouver la deuxième division.
Ce deuxième passage est plus pérenne, le club parvenant à se maintenir dans la division tout au long de la fin des années 1990 et du début des années 2000, se classant généralement dans le milieu ou le haut de classement selon les saisons. L'arrivée de Iouri Krasnojan à la tête du club en début d'année 2004, malgré une première saison compliquée, s'accompagne de performances très positives au cours de la saison 2005 qui voient ainsi le Spartak atteindre la deuxième place du classement derrière le Luch-Energia Vladivostok, celle-ci étant synonyme de montée en première division pour la première fois dans l'histoire du club.
Pour ses débuts dans l'élite, l'équipe parvient à se maintenir confortablement en finissant neuvième du championnat 2006. Le reste des années 2000 voient ensuite le club conserver sa place tandis qu'il atteint même la sixième position lors de la saison 2010, à seulement quatre points d'une qualification en Ligue Europa. Le départ de Krasnojan pour le Lokomotiv Moscou à l'issue de cette dernière saison couplé aux départs de plusieurs cadres tels que Gogita Gogua, Vladimir Diadioune (en) et Kazbek Geteriev amène le club à connaître un exercice 2011-2012 très compliqué, pas moins de trois entraîneurs se succédant sur le banc tandis que l'équipe passe la quasi-totalité de la saison dans la zone de relégation. Complètement largué en fin de saison, la descente du Spartak est finalement assurée à trois journées de la fin.
Après cette relégation, le club parvient dès la saison suivante à accrocher la troisième place du deuxième échelon et à se qualifier pour les barrages de promotion, où il est finalement battu largement par le Krylia Sovetov Samara sur le score de 7 buts à 2. En difficultés financières lors de l'exercice 2013-2014, le club termine dixième du championnat avant de désister volontairement en raison du manque de fonds. Reprenant alors la compétition en troisième division, le Spartak termine dans un premier temps huitième de la zone Sud est 2015 avant de l'emporter l'année suivante pour retrouver le deuxième échelon. Ce retour est cependant très bref, le club terminant avant-dernier lors de la saison 2016-2017 et retrouvant alors la troisième division où il est évolue depuis.

## Bilan sportif

### Palmarès
| Période russe | Période soviétique |
| - Championnat de Russie - Sixième : 2010. - Coupe de Russie - Quarts de finale : 2008. - Championnat de Russie de deuxième division - Vice-champion : 2005. - Championnat de Russie de troisième division - Vainqueur de groupe : 1995 et 2016. | - Coupe d'Union soviétique - Seizièmes de finale : 1972, 1973, 1974 et 1990. - Championnat d'Union soviétique de deuxième division - Dixième : 1966. - Championnat d'Union soviétique de troisième division - Vainqueur de la phase finale : 1965. - Vainqueur de groupe : 1965, 1971, 1977 et 1978. |

### Classements en championnat
La frise ci-dessous résume les classements successifs du club en championnat d'Union soviétique.
La frise ci-dessous résume les classements successifs du club en championnat de Russie.

### Bilan par saison
Légende
- Promotion en division supérieure
- Relégation en division inférieure

#### Période soviétique
| Saison | Championnat | Championnat | Championnat | Championnat | Championnat | Championnat | Championnat | Championnat | Championnat | Championnat | Coupe d'URSS          |
| Saison | Division    | Pos         | Pts         | J           | V           | N           | D           | BP          | BC          | Diff        | Coupe d'URSS          |
| ------ | ----------- | ----------- | ----------- | ----------- | ----------- | ----------- | ----------- | ----------- | ----------- | ----------- | --------------------- |
| 1959   | 2e Zone 3   | 10e         | 22          | 26          | 8           | 6           | 12          | 30          | 40          | -10         | —                     |
| 1960   | 2e Russie 3 | 11e         | 23          | 26          | 9           | 5           | 12          | 50          | 56          | -6          | Demi-finales Q        |
| 1961   | 2e Russie 4 | 12e         | 15          | 24          | 4           | 7           | 13          | 22          | 40          | -18         | 32es de finale        |
| 1962   | 2e Russie 3 | 11e         | 23          | 28          | 8           | 7           | 13          | 30          | 39          | -9          | Demi-finales Q        |
| 1963   | 3e Russie 3 | 15e         | 22          | 30          | 8           | 6           | 16          | 27          | 39          | -12         | Huitièmes de finale Q |
| 1964   | 3e Russie 4 | 6e          | 37          | 34          | 14          | 9           | 11          | 43          | 40          | +3          | Huitièmes de finale Q |
| 1965   | 3e Russie 4 | 1er         | 54          | 38          | 22          | 10          | 6           | 61          | 25          | +36         | —                     |
| 1966   | 2e Groupe 1 | 10e         | 32          | 32          | 12          | 8           | 12          | 26          | 33          | -7          | 64es de finale        |
| 1967   | 2e Groupe 1 | 12e         | 37          | 38          | 13          | 11          | 14          | 36          | 36          | 0           | 32es de finale        |
| 1968   | 2e Groupe 2 | 16e         | 32          | 40          | 11          | 10          | 19          | 41          | 60          | -19         | 128es de finale       |
| 1969   | 2e Groupe 1 | 15e         | 33          | 38          | 12          | 9           | 17          | 37          | 43          | -6          | 128es de finale       |
| 1970   | 3e Zone 2   | 2e          | 59          | 42          | 22          | 15          | 5           | 58          | 17          | +41         | 64es de finale        |
| 1971   | 3e Zone 3   | 1er         | 55          | 38          | 23          | 9           | 6           | 58          | 24          | +34         | —                     |
| 1972   | 2e          | 15e         | 33          | 38          | 8           | 17          | 13          | 28          | 43          | -15         | Seizièmes de finale   |
| 1973   | 2e          | 16e         | 30          | 38          | 12          | 8           | 18          | 46          | 61          | -15         | Seizièmes de finale   |
| 1974   | 2e          | 14e         | 34          | 38          | 10          | 14          | 14          | 37          | 47          | -10         | Seizièmes de finale   |
| 1975   | 2e          | 14e         | 35          | 38          | 11          | 13          | 14          | 33          | 42          | -9          | 32es de finale        |
| 1976   | 2e          | 20e         | 17          | 38          | 5           | 7           | 26          | 32          | 73          | -41         | 32es de finale        |
| 1977   | 3e Zone 4   | 1er         | 60          | 42          | 25          | 10          | 7           | 63          | 33          | +30         | —                     |
| 1978   | 3e Zone 3   | 1er         | 67          | 46          | 29          | 9           | 8           | 86          | 38          | +38         | 32es de finale        |
| 1979   | 2e          | 16e         | 44          | 46          | 16          | 12          | 18          | 50          | 48          | +2          | Phase de groupes      |
| 1980   | 2e          | 23e         | 28          | 46          | 8           | 15          | 23          | 35          | 59          | -24         | Phase de groupes      |
| 1981   | 3e Zone 3   | 8e          | 36          | 34          | 14          | 8           | 12          | 48          | 42          | +6          | —                     |
| 1982   | 3e Zone 3   | 15e         | 22          | 32          | 6           | 10          | 16          | 42          | 68          | -26         | —                     |
| 1983   | 3e Zone 3   | 11e         | 26          | 30          | 10          | 6           | 14          | 37          | 48          | -11         | —                     |
| 1984   | 3e Zone 3   | 6e          | 31          | 30          | 12          | 7           | 11          | 44          | 40          | +4          | —                     |
| 1985   | 3e Zone 3   | 2e          | 44          | 30          | 19          | 6           | 5           | 44          | 16          | +28         | —                     |
| 1986   | 3e Zone 3   | 7e          | 38          | 32          | 15          | 8           | 9           | 44          | 27          | +17         | —                     |
| 1987   | 3e Zone 3   | 3e          | 43          | 32          | 18          | 7           | 7           | 56          | 34          | +22         | 64es de finale        |
| 1988   | 3e Zone 3   | 3e          | 46          | 38          | 21          | 4           | 13          | 66          | 40          | +26         | —                     |
| 1989   | 3e Zone 3   | 7e          | 49          | 42          | 21          | 7           | 14          | 69          | 40          | +29         | 64es de finale        |
| 1990   | 3e Ouest    | 8e          | 47          | 42          | 20          | 7           | 15          | 55          | 46          | +9          | 32es de finale        |
| 1991   | 3e Ouest    | 17e         | 36          | 42          | 15          | 6           | 21          | 51          | 67          | -16         | Seizièmes de finale   |

#### Période russe
| Saison    | Championnat | Championnat | Championnat | Championnat | Championnat | Championnat | Championnat | Championnat | Championnat | Championnat | Coupe de Russie     |
| Saison    | Division    | Pos         | Pts         | J           | V           | N           | D           | BP          | BC          | Diff        | Coupe de Russie     |
| --------- | ----------- | ----------- | ----------- | ----------- | ----------- | ----------- | ----------- | ----------- | ----------- | ----------- | ------------------- |
| 1992      | 2e Ouest    | 8e          | 35          | 34          | 16          | 3           | 15          | 58          | 47          | +11         | —                   |
| 1993      | 2e Ouest    | 16e         | 34          | 42          | 13          | 8           | 21          | 52          | 73          | -21         | 64es de finale      |
| 1994      | 3e Ouest    | 3e          | 59          | 40          | 28          | 3           | 9           | 98          | 33          | +55         | 32es de finale      |
| 1995      | 3e Ouest    | 1er         | 96          | 42          | 30          | 6           | 6           | 127         | 49          | +78         | 128es de finale     |
| 1996      | 2e          | 9e          | 59          | 42          | 17          | 8           | 17          | 62          | 59          | +3          | 256es de finale     |
| 1997      | 2e          | 4e          | 72          | 42          | 23          | 3           | 16          | 74          | 53          | +21         | 32es de finale      |
| 1998      | 2e          | 15e         | 56          | 42          | 15          | 11          | 16          | 49          | 52          | -3          | 32es de finale      |
| 1999      | 2e          | 13e         | 56          | 42          | 17          | 5           | 20          | 49          | 61          | -12         | 128es de finale     |
| 2000      | 2e          | 5e          | 48          | 38          | 13          | 9           | 16          | 37          | 44          | -7          | Huitièmes de finale |
| 2001      | 2e          | 5e          | 55          | 34          | 17          | 4           | 13          | 48          | 37          | +11         | 32es de finale      |
| 2002      | 2e          | 6e          | 53          | 34          | 14          | 11          | 9           | 42          | 30          | +12         | 32es de finale      |
| 2003      | 2e          | 15e         | 52          | 42          | 14          | 10          | 18          | 34          | 49          | -15         | Huitièmes de finale |
| 2004      | 2e          | 12e         | 58          | 42          | 16          | 10          | 16          | 53          | 46          | +7          | 32es de finale      |
| 2005      | 2e          | 2e          | 86          | 42          | 25          | 11          | 6           | 67          | 36          | +31         | 32es de finale      |
| 2006      | 1re         | 9e          | 41          | 30          | 11          | 8           | 11          | 33          | 32          | +1          | Seizièmes de finale |
| 2007      | 1re         | 12e         | 33          | 30          | 8           | 9           | 13          | 29          | 38          | -9          | Seizièmes de finale |
| 2008      | 1re         | 12e         | 32          | 30          | 8           | 8           | 14          | 30          | 39          | -9          | Quarts de finale    |
| 2009      | 1re         | 11e         | 35          | 30          | 8           | 11          | 11          | 36          | 33          | +3          | Seizièmes de finale |
| 2010      | 1re         | 6e          | 44          | 30          | 12          | 8           | 10          | 40          | 37          | +3          | Seizièmes de finale |
| 2011-2012 | 1re         | 16e         | 34          | 44          | 7           | 13          | 24          | 39          | 60          | -21         | Seizièmes de finale |
| 2011-2012 | 1re         | 16e         | 34          | 44          | 7           | 13          | 24          | 39          | 60          | -21         | Seizièmes de finale |
| 2012-2013 | 2e          | 3e          | 53          | 32          | 15          | 8           | 9           | 32          | 27          | +5          | Seizièmes de finale |
| 2013-2014 | 2e          | 10e         | 51          | 36          | 13          | 12          | 11          | 36          | 34          | +2          | 32es de finale      |
| 2014-2015 | 3e Sud      | 8e          | 59          | 42          | 16          | 11          | 15          | 54          | 43          | +11         | 64es de finale      |
| 2015-2016 | 3e Sud      | 1er         | 63          | 26          | 19          | 6           | 1           | 43          | 6           | +37         | Seizièmes de finale |
| 2016-2017 | 2e          | 19e         | 38          | 38          | 7           | 17          | 14          | 26          | 37          | -11         | Seizièmes de finale |
| 2017-2018 | 3e Sud      | 7e          | 44          | 32          | 11          | 11          | 10          | 36          | 27          | +9          | Huitièmes de finale |
| 2018-2019 | 3e Sud      | 6e          | 43          | 28          | 11          | 10          | 7           | 39          | 29          | +10         | 128es de finale     |
| 2019-2020 | 3e Sud      | 13e         | 19          | 19          | 4           | 7           | 8           | 18          | 37          | -19         | 64es de finale      |
| 2020-2021 | 3e Groupe 1 | 10e         | 42          | 32          | 11          | 9           | 12          | 43          | 38          | +5          | 128es de finale     |
| 2021-2022 | 3e Groupe 1 | 10e         | 40          | 32          | 10          | 10          | 12          | 32          | 28          | +4          | 128es de finale     |
| 2022-2023 | 3e Groupe 1 | 8e          | 32          | 18          | 9           | 5           | 4           | 35          | 18          | +17         | 64es de finale      |
| 2023      | 4e Groupe 1 | en cours    | en cours    | en cours    | en cours    | en cours    | en cours    | en cours    | en cours    | en cours    | 128es de finale     |

## Personnalités

### Entraîneurs
La liste suivante présente les différents entraîneurs connus du club depuis 1938.
- Mikhaïl Joukovski (1938)
- Gueorgui Tchoumbouridze (1952)
- Dmitri Tchikhradze (1953-1954)
- Abramian (1955)
- Nikolaï Basmian (1956)
- Fiodor Pozdniakov (1957)
- Vladimir Souïetine (1959)
- Gueorgui Tchoumbouridze (1960)
- Stanislav Leouta (1961)
- Grigori Petrov (1961)
- Viktor Novikov (1962)
- Anatoli Svirski (1963)
- Dmitri Tchikhradze (1964-1965)
- Iouri Kotov (1966)
- Serafim Kholodkov (1967-1968)
- Iouri Kotov (1968-1969)
- Dmitri Tchikhradze (1969)
- Viktor Kirch (1969-1971)
- Dmitri Tchikhradze (1972)
- Piotr Chtcherbatenko (1972)
- Dmitri Tchikhradze (1973)
- Anatoli Kroutikov (1974-1975)
- Iouri Naurzokov (1976)
- Ivan Zolotoukhine (1976-1978)
- Anatoli Kroutikov (1979)
- Aleksandr Apchev (1980-1982)
- Vladimir Echtrekov (janvier 1983-mai 1989)
- Anatoli Aldychev (juin 1989-juin 1991)
- Ivan Nikolaïev (juillet 1991-août 1991)
- Rouslan Bekov (septembre 1991-décembre 1991)
- Kazbek Tliarougov (1992-1993)
- Iouri Naurzokov (1994)
- Boris Sinitsyne (1995)
- Viktor Koumykov (janvier 1996-juillet 1998)
- Viktor Zernov (juillet 1998-octobre 1998)
- Aslanbek Khantsev (octobre 1998-septembre 2000)
- Sergueï Ponomariov (septembre 2000-janvier 2001)
- Soferbi Iechoukov (février 2001-décembre 2003)
- Iouri Krasnojan (février 2004-novembre 2010)
- Vladimir Echtrekov (décembre 2010-juin 2011)
- Sergueï Tachouïev (juin 2011-avril 2012)
- Timour Chipchev (juillet 2012-décembre 2013)
- Khasanbi Bidjiev (janvier 2014-septembre 2017)
- Sergueï Troubitsine (septembre 2017-)

### Joueurs emblématiques
Les joueurs internationaux suivants ont joué pour le club. Ceux ayant évolué en équipe nationale lors de leur passage au Spartak sont marqués en gras.
Russie
- Viktor Faïzouline
- Zaour Khapov
- Veniamin Mandrykin
- Denis Popov
- Igor Portniaguine
- Viktor Vassine
- Artyom Ienine
- Denis Ievsikov

Pays de l'ex-URSS
- Karen Grigoryan
- Hrayr Mkoyan
- Albert Sarkisyan
- Ruslan İdiqov
- Artem Kontsevoy
- Konstantin Kovalenko
- Vitali Lanko
- Aleksey Skvernyuk
- Alexander Amisulashvili
- Iuri Gabiskiria
- Gogita Gogua
- Giorgi Oniani
- Vaso Sepashvili
- David Siradze
- David Loria
- Kazbek Geteriev
- Arsen Tlekhugov
- Roman Uzdenov
- Aleksandrs Koļinko
- Darvydas Šernas
- Giedrius Žutautas
- Eugeniu Cebotaru
- Valeriu Ciupercă
- Viorel Frunză
- Stanislav Namașco
- Dmytro Topchiev
- Marat Bikmaev

Europe
- Ricardo Baiano
- Mario Jurić
- Adnan Zahirović
- Mark Švets
- Otto Fredrikson
- Hannes Sigurðsson
- Miodrag Džudović
- Milan Jovanović
- Darijan Matič
- Dejan Rusič

Afrique
- Tiassé Koné
- Ilongo Ngansania
- Newton Ben Katanha

Asie
- Sharif Mukhammad
- Anzour Nafash